# Statue of Unity

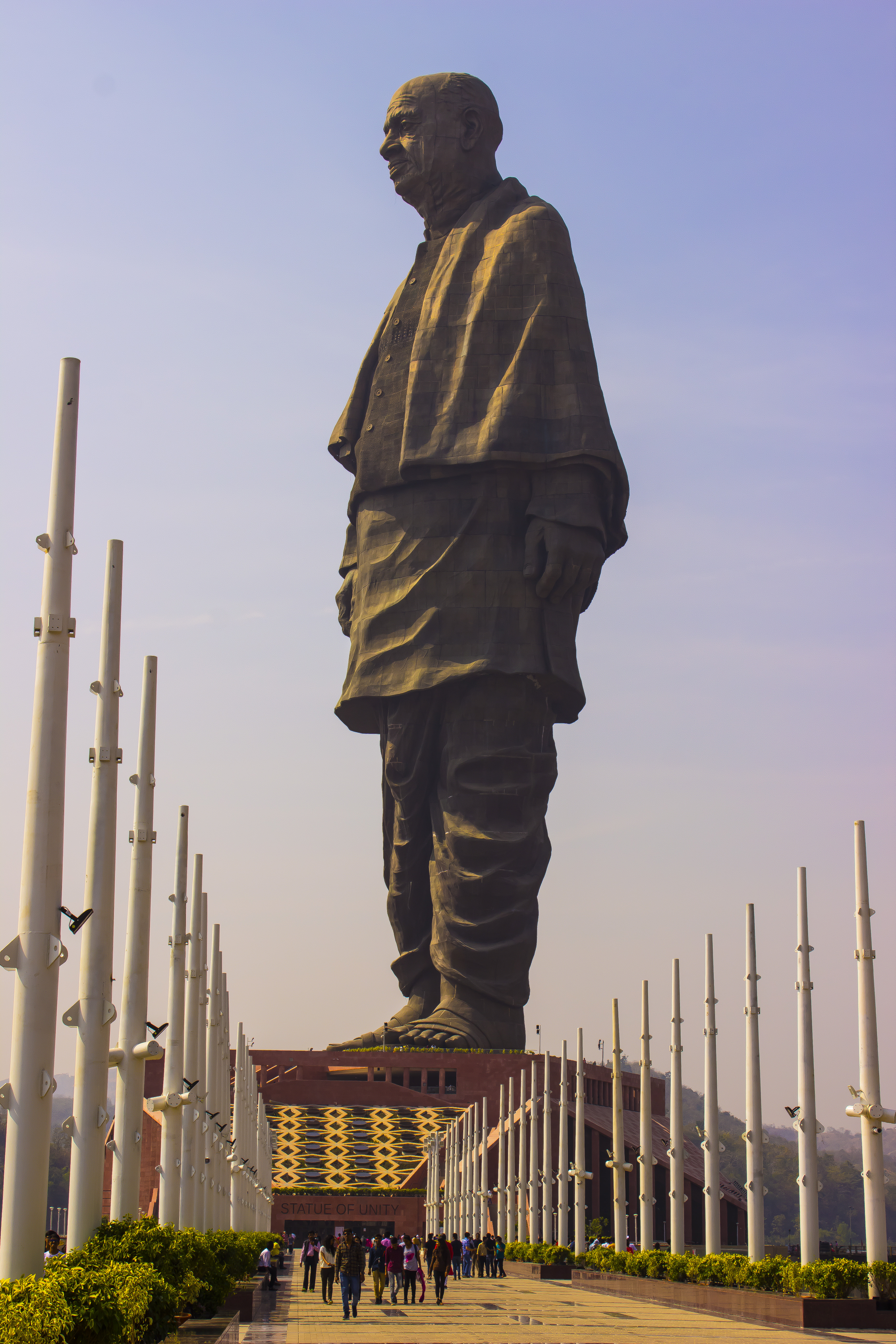
Statue of unity, voltooid in 2018

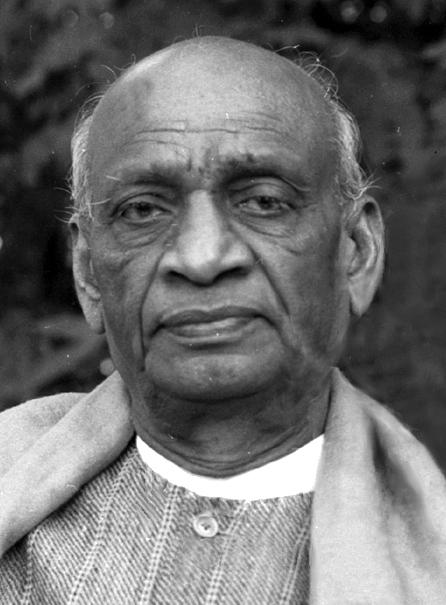
Sardar Vallabhbhai Patel in 1949

Eenheidsbeeld of Standbeeld van de Eenheid (in het Engels Statue of Unity) is een standbeeld van een van de grootste figuren in de onafhankelijkheidsstrijd van India, Vallabhbhai Patel. Het monument in de staat Gujarat is 182 meter hoog en is daarmee het grootste standbeeld ter wereld.

## Project
Het monument is verrezen in de buurt van de Sardar Sarovardam, op een eiland in de rivier Narmada. Met de constructie is op 31 oktober 2013 begonnen. De eerste steen werd gelegd door Narendra Modi in november 2013, hij was toen nog Chief Minister van Gujarat. Hij onthulde het beeld ook officieel op 31 oktober 2018 op de geboortedag van Patel. Met de basis meegerekend is het standbeeld 240 meter hoog. Het beeld is gebaseerd op een ontwerp van beeldhouwer Ram V. Sutar. De totale kosten van het beeld bedragen minstens 440 miljoen dollar.

## Kritiek
Voor het beeld werd 700 ton ijzer ingezameld door boeren in India, maar na de inzameling bleek dat slechts 105 ton gebruikt werd. Volgens Times of India werden bronzen platen geleverd door China en worden er Chinese arbeiders ingezet. Volgens de krant druist dit in tegen Patels kritiek op China en staat het haaks op Modi's project 'Make in India'.

## Verzet
Tegen het beeld is verzet geweest, onder meer vanwege de hoge kosten. Volgens lokale bewoners was het eilandje waarop het komt te staan oorspronkelijk vernoemd naar een lokale god en is het dus een heilige plek. Ook vinden ze dat de bouw ervan hun natuurlijke hulpbronnen (bossen, watervallen, rivieren en akkers) heeft aangetast. De 21 dorpshoofden hebben daarom verstek laten gaan bij de inhuldiging.

Hoogte vergeleken met andere monumenten